# Wojny rosyjsko-czukockie
Wojny rosyjsko-czukockie – nazwa szeregu wojen toczonych w XVII i XVIII wieku między wojskami rosyjskimi i ich sprzymierzeńcami a plemionami czukockimi.
Pierwsi Rosjanie - oddział Kozaków pod wodzą Siemiona Dieżniewa - pojawili się na Czukotce w 1648. Czukcze i Rosjanie nie darzyli się przyjaźnią i ich spotkania rzadko przebiegały pokojowo. Próby zmuszenia Czukczów do płacenia daniny nie powiodły się. Lud ten - w porównaniu z innymi plemionami dalekiej północy - wykazywał największy opór wobec rosyjskiej kolonizacji.
Warto podkreślić, że w tamtym czasie Czukcze byli ekspansywnym plemieniem i często prowadzili wojny ze swoimi sąsiadami. Wskutek tego Koriacy, Itelmeni i Jukagirzy chętnie sprzymierzali się z Rosjanami przeciw Czukczom.
Pierwsza poważna ekspedycja przeciwko niepokornemu ludowi wyruszyła w 1727. Sprowadzono 400 żołnierzy pod przywództwem Afanasija Szestakowa i Dymitra Pawłuckiego. Oddział miał bazę w anadyrskim ostrogu. W 1729 oddział rozpoczął działania. Początkowo próbowano podporządkować tubylców przez negocjacje. Jednak obie strony nie zawsze chciały ze sobą rozmawiać. Wojna stała się wkrótce tak okrutna, że posuwano się do zabijania posłów. Na okrucieństwo Rosjan Czukcze odpowiadali w taki sam sposób. Mimo że dysponowali o wiele słabszą bronią, odnosili znaczące sukcesy. Np. w 1730 zabili podczas bitwy dowódcę Kozaków - Szestakowa. Walka z Rosjanami i ich sprzymierzeńcami przybrała szybko partyzancki charakter, a do starć dużych oddziałów dochodziło rzadko. Jedna z takich bitew, stoczona w marcu 1747 zakończyła się sromotną porażką rosyjskiego oddziału liczącego od 400 do 600 żołnierzy. Podczas tego starcia zginął dowódca Rosjan - Dymitr Pawłucki.
W 1763 do Anadyru przybył nowy komendant - Friedrich Plenisner. Zapoznawszy się z sytuacją, zaproponował zakończenie kolonizacji Czukotki. Ogólny koszt przedsięwzięcia okazał się ok. 50 razy wyższy niż uzyskane przychody z danin. Ponadto ciągle nie udawało się spacyfikować terytorium. Senat Cesarstwa zgodził się na propozycję komendanta. W 1765 rozpoczęło się wyprowadzanie wojska i ludności cywilnej z Anadyru. W 1771 zlikwidowano fortyfikacje. Oznaczało to de facto porażkę Rosjan.
Sytuacja zmieniła się jednak prędko. U brzegów Czukotki zaczęły pojawiać się angielskie i francuskie ekspedycje, co wzbudziło niepokój Rosjan. W 1776 caryca Katarzyna nakazała dołożyć wszelkich starań, by nałożyć poddaństwo na Czukczów. Tym razem przedsięwzięcie udało się nie siłą, ale rozmowami. W marcu 1778 Rosjanie podpisali z Czukczami porozumienie o poddaństwie. Plemię zostało zwolnione z danin na 10 lat i zachowało niezależność w sprawach wewnętrznych. Również i później, aż do końca XIX wieku ich sytuacja na tle innych plemion syberyjskich była lepsza - mieli znaczną autonomię i płacili dobrowolne sumy, określone przez nich samych.
Długoletnie wojny wywarły wpływ na mitologię Czukczów i ich obraz Rosjan. Rosyjskie okrucieństwo było postrzegane przez tubylców jako całkowicie bezpodstawne i niezrozumiałe. Obraz kolonizatora jest pozbawiony jakichkolwiek dodatnich cech.
W folklorze Czukczów próba eksterminacji ich narodu jest pokazana jako rosyjski cel sam w sobie. Główną negatywną postacią folkloru jest dowódca Rosjan, major Pawłucki. Okrucieństwo i siła kolonizatorów były jednak powodem, dla którego zyskali sobie oni szacunek wśród tubylców. Czukcze, odnoszący się z wyższością wobec swoich sąsiadów, za w pełni ludzi uważali tylko siebie i Rosjan. Ponadto w czukockich mitach o stworzeniu świata Rosjanie pełnią rolę wytwórców i dostawców herbaty, soli, żelaza oraz tytoniu.